# Panneau de signalisation routière de prescription en France
L'objet de la signalisation de prescription est de porter à la connaissance des usagers de la route les interdictions et obligations particulières résultant de mesures réglementaires complétant le code de la route.
En effet, en vertu de l'article R 411.25 de ce code, ces dispositions ne sont opposables aux usagers que si elles ont fait l'objet de mesures de signalisation réglementaires.

## Catégories
Les panneaux de prescription, codifiés B, se subdivisent en cinq catégories. Il existe en France 90 signaux routiers de prescription se répartissant en 41 signaux d’interdiction, 18 signaux d’obligation, 6 signaux de fin d’interdiction, 7 signaux de fin d’obligation et 18 signaux de prescription zonale

### Panneaux d’interdiction

B0
B1
B1j
B2a
B2b
B2c.
B3
B3a
B4
B5a
B5b
B5c
B6a1
B6a2
B6a3
B6d
B7a
B7b
B8
B9a
B9b
B9c
B9d
B9e
B9f
B9g
B9h
B9i
B10a
B11
B12
B13
B13a
B14
B15
B16
B17
B18a
B18b
B18c
B19

Les panneaux d’interdiction et les panneaux d’obligation, sauf ceux de type B21, marquent la limite à partir de laquelle les prescriptions qu’ils notifient doivent être observées. Ils peuvent être complétés par un panonceau.

### Panneaux d’obligation

B21-1
B21-2
B21a1
B21a2
B21b
B21c1
B21c2
B21d1
B21d2
B21e
B22a
B22b
B22c
B25
B26
B27a
B27b
B29

Le panneau B27a est une exception à la norme qui veut qu'un panneau bleu circulaire soit une obligation : les véhicules de transports en commun ne sont pas obligés d'emprunter la voie qui leur est réservée, ils ont également le droit d'emprunter la voie générale.

### Panneaux de fin d’interdiction

B31
B33
B34
B34a
B35
B39

Les panneaux de fin d’interdiction et les panneaux de fin d’obligation indiquent le point à partir duquel une prescription précédemment notifiée pour les véhicules en mouvement cesse de s’appliquer.

### Panneaux de fin d’obligation

B40
B41
B42
B43
B44
B45
B49

### Panneaux de prescription zonale

B6b1
B50a
B6b2
B50b
B6b3
B50c
B6b4
B50d
B6b5
B50e
B30
B51
B52
B53
B54
B55
B56
B57
B58
B59

## Caractéristiques
Les panneaux de prescription sont de forme circulaire, à l’exception :
- du panneau B1j (sens interdit sur bretelle de sortie d'autoroute ou de route à chaussées séparées sans accès riverain) qui est de forme carrée ;
- des panneaux de prescription zonale, de forme carrée ou rectangulaire.

Tous les panneaux de type B doivent être rétroréfléchissants.
Il existe cinq gammes de dimensions définies dans l’instruction interministérielle sur la signalisation routière.
| Gamme       | Diamètre du panneau |
| ----------- | ------------------- |
| Très grande | 1 250 mm            |
| Grande      | 1 050 mm            |
| Normale     | 850 mm              |
| Petite      | 650 mm              |
| Miniature   | 450 mm              |

## Couleur des panneaux

### Panneaux d’interdiction

Interdiction de tourner à gauche à la prochaine intersection.

Obligation de contournement par la droite.

Fin de toutes les interdictions précédemment signalées.

Sortie d'une zone à stationnement interdit.

Les panneaux d'interdiction sont à fond blanc, couronne et barre d'interdiction rouges, symboles, lettres ou chiffres noirs à l'exception :
- du panneau B1 qui est à fond rouge et comporte une barre horizontale blanche ;
- du panneau B1j qui représente un panneau B1 dans un carré jaune ;
- des panneaux B3, B3a, B15, B18b qui comportent dans le symbole une partie rouge ;
- du panneau B18a dont le symbole comporte une explosion de couleur rouge et orange ;
- du panneau B18c où le carré est de couleur orange ;
- des panneaux B6a et B6d qui sont à fond bleu. Les inscriptions des panneaux B6a2 et B6a3 sont de couleur blanche ;
- des panneaux B6b qui sont constitués par la représentation d'un panneau B6a, sur un carré à fond blanc bordé d'un listel rouge. Les autres symboles ou inscriptions éventuelles sont noirs.
- des panneaux B30 qui sont constitués par la représentation d'un panneau B14 dans un rectangle à fond blanc bordé d'un listel rouge. Les autres symboles et inscriptions sont noirs.

Les couronnes des panneaux d'interdiction et le panneau B1 ne doivent porter aucune inscription.

### Panneaux d’obligation
Les panneaux d'obligation sont à fond bleu, listel et symbole blancs.

### Panneaux de fin de prescription
Les panneaux de fin d'interdiction sont à fond blanc, symbole, inscription, listel et barre noirs.
Les panneaux de fin d'obligation sont à fond bleu, symbole blanc barré d'une diagonale rouge.

### Panneaux de prescription zonale
Les panneaux de fin de zone sont à fond blanc bordé d'un listel noir. Le symbole circulaire qu'ils portent est du type B6a ou B14 où le rouge est remplacé par du gris. Les autres symboles et la barre sont noirs.

## Implantation des panneaux
Les panneaux de prescription sont placés au voisinage immédiat de l'endroit où la prescription commence à s'imposer. Ils doivent être répétés après chaque intersection autre que celles avec des voies privées non ouvertes à la circulation publique ou des chemins de terre.
Toutefois, les panneaux B2a, B2b, B2c, B4, B5a, B5b, B5c et les panneaux d'obligation B21b, B21c1, B21c2, B21d1, B21d2, B21e, se placent avant l'endroit où s'applique la prescription qu'ils indiquent. À une distance appropriée, compte tenu de la disposition des lieux.
Les panneaux du type B6 sont placés du côté où le stationnement ou l'arrêt est interdit ou réglementé.
A l'entrée d'une agglomération, les prescriptions de circulation applicables sont portées à la connaissance des usagers par des panneaux implantés après le panneau d'entrée d'agglomération.
Ces prescriptions ne sont applicables que sur la route sur laquelle est implanté le panneau, sauf quand la prescription est donnée par un panneau de prescription zonale, et quand le panneau de prescription est complété par un panonceau M9z portant la mention « Dans toute l’agglomération ».
Si les prescriptions de police sont nombreuses, le principe de lisibilité conduit, à l'entrée d'une traverse, à grouper les panneaux correspondants par deux, ou très exceptionnellement trois, sur des supports espacés de quelques dizaines de mètres.
Exception est faite pour un panneau de limitation de vitesse à moins de 50 km/h qui avec les panneaux AB6 et AB7 est le seul placé sur le même support que le panneau d'entrée d'agglomération et prescrit alors une limitation de vitesse applicable à toute l'agglomération.

#### Arrêté du 24 novembre 1967 et Instruction Interministérielle sur la Signalisation Routière (versions actualisées)
- Arrêté du 24 novembre 1967 relatif à la signalisation des routes et autoroutes, 58 p. (lire en ligne)
- Instruction Interministérielle sur la Signalisation Routière 1re partie : Généralités, 58 p. (lire en ligne)
- Instruction Interministérielle sur la Signalisation Routière 4e partie : Signalisation de prescription, 45 p. (lire en ligne)

#### Histoire de la signalisation
- Marina Duhamel-Herz, Un demi-siècle de signalisation routière : naissance et évolution du panneau de signalisation routière en France, 1894-1946, Paris, Presses de l’École nationale des Ponts et Chaussées, décembre 1994, 151 p. (ISBN 2-85978-220-6)
- Marina Duhamel-Herz et Jacques Nouvier, La signalisation routière en France : de 1946 à nos jours, Paris, AMC Éditions, novembre 1998, 302 p. (ISBN 2-913220-01-0)